# Horváth László (főiskolai docens)
Horváth László (Budapest, 1950. január 24. –) főiskolai docens, tankönyvíró, vadászattörténeti szakíró, vadásztörténetek szerzője.

## Élete
1977 óta Nyíregyházán él. 1986-ig középiskolai tanár a Krúdy Gimnáziumban, majd először a Bessenyei György Tanárképző Főiskolán, 2000. január 1-től a Nyíregyházi Főiskolán oktató, 2012-ben történt nyugdíjazásáig.
Számos főiskolai tankönyv, szakfolyóiratokban megjelent tanulmány szerzője, 2018-tól az „Ötven vadász emlékei” dr. Gergely Imre szerkesztésében, évente megjelenő antológiás kötetek társszerzője.
Az 1970-es évek eleje óta sakkversenyző, több évtizede a Hidasnémeti Vasutas SC sakkszakosztályának tagja. 2024 nyarán vette át aranyoklevelét a Magyar Testnevelési és Sporttudományi Egyetemen.

## Művei
1. Neveléstörténeti szöveggyűjtemény (társszerzőkkel) Bessenyei György Könyvkiadó Nyíregyháza 1994., ISBN 963 7170 46-4
2. Neveléstörténet (főiskolai jegyzet társszerzővel) Bessenyei György Könyvkiadó Nyíregyháza 1997., ISBN 963 9130 12 5
3. A testkultúra történetének főbb csomópontjai (társszerzőkkel) Bessenyei György Könyvkiadó Nyíregyháza 1999., ISBN 963 9130 39 7
4. Neveléstan (főiskolai tankönyv társszerzővel) Nyíregyháza 2003., ISBN 963 86362 03
5. A sportpedagógia és sportpszichológia alapkérdései (főiskolai tankönyv társszerzőkkel) Nyíregyháza 2005., ISBN 963 7336 33 8
6. Egészségfejlesztés (főiskolai tankönyv) Nyíregyháza 2005., ISBN 963733632 x
7. Szexuális nevelés Bessenyei György Könyvkiadó Nyíregyháza 2009., ISBN 978-963-9909-29-8
8. Néhány észrevétel a tantárgyi próbáról in: A testnevelés tanítása (A Művelődési Minisztérium Módszertani Folyóirata) Tankönyvkiadó Budapest 1984/1, ISSN 0563-2021
9. A Szabolcs vármegyei agarászat története in: Társadalomtudományi Közlemények Nyíregyháza 1990., ISSN 0866-014X
10. Vadászat a dualizmus kori Szabolcsban in: Nyíregyházi Főiskolai Tanulmányok I. Szerk. Udvari István Nyíregyháza 1992., ISSN 1215-2862
11. Kármán Mór 150. születésnapjára emlékezünk in: Neveléstörténeti Füzetek 16. Állam - Egyház - Iskola Országos Pedagógiai Könyvtár és Múzeum Budapest é.-n., ISBN 963 7644 50 4
12. A magyar társadalom a dualizmus korában, különös tekintettel Szabolcsra in: Agrártörténeti Szemle (MTA Agrártudományok Osztályának Folyóirata) Budapest 1997. XXXIX évf. 3-4. szám, HU ISSN 0002-1105
13. A sportpedagógia tartalmi kérdéseinek megújítása a Bessenyei György Tanárképző Főiskolán in: Szabolcs-Szatmár-Bereg Megyei Tudományos Közalapítvány Füzetei 10. Nyíregyháza 1998., ISSN 1215-7686
14. Az első nyíregyházi neveléstörténet tankönyv in: Szabolcs-Szatmár-Bereg Megyei Tudományos Közalapítvány Füzetei 14. Nyíregyháza 2000., ISBN 963 00 5229 6
15. A sportpedagógia fejlődése Nyíregyházán a kezdetektől napjainkig In: Szabolcs-Szatmár-Bereg-Megyei Tudományos Közalapítvány Füzetei 15. Nyíregyháza 2001., ISBN 963 00 9389 8
16. A népiskolai építési törvény szabolcsi hatásai in: Tatabányai Múzeum Tudományos Füzetek 7. Tatabánya 2003., ISBN 963-2140060
17. Két trófea in: Ötven vadász +7 emlékeiből (Nimród Alapítvány Budapest 2024.), ISBN 978-963-9027-49-7 (55.p.)
18. Szerencsés reggel in: Ötven vadász + 7 emlékeiből (Nimród Alapítvány Budapest 2024.), ISBN 978-963-9027-49-7 (177.p)

## Családja
Felesége dr. Horváth Lászlóné Andrea (mesterpedagógus, a Lippai János Mezőgazdasági Technikum és Szakiskola oktatója). Gyermekei Linda (középiskolai tanár), Alex (vadgazda mérnök, környezetgazdálkodási agrármérnök).[forrás?]